# 細石憲二
細石 憲二（ほそいし けんじ、1937年3月25日 - 2001年5月15日）は、福岡県出身の元プロゴルファー。

## 来歴
福岡で生まれたが、後に名古屋に引っ越した。13歳の時にキャディからゴルフを始め、1955年にプロ入りすると、1960年の日本プロでは決勝で棚網良平に敗れて2位に終わる。棚網が2打目にウッドやロングアイアンを握るパー4で細石がショートアイアンということがしばしばあるなど飛距離で圧倒し、序盤も細石が優勢であった。長打力を生かし、9番を終えて2アップとリードしたが、インに入って棚網の反撃を許す。後半も8番を終えて3アップとアウトは細石が走り、初優勝とプロ日本一に近づいたかに見えたが、ここから棚網が粘る。9番は細石がティーショットを左に曲げて2打目は出すだけで、棚網が一つ返すと、14番で棚網がバーディーを奪って1ダウンに盛り返す。細石は15番でティーショットを左に曲げたことから乱れてダブルボギーで、ついに棚網が追いつかれ、17番パー4は互いに2打目は2番ウッドであった。細石のショットは左に曲がってグリーン左の砂地に落ち、ここからの第3打をオーバーさせて逆サイドのバンカーに入れてしまうが、棚網は確実に寄せてパーと土壇場でついにリードを奪い、そのまま逃げ切りを許した。
1961年には日本プロで中村寅吉・小野光一と並ぶ3位タイになって上り調子となり、日本オープンに出場。36ホールで行われた最終日は、中村が2オーバーと崩したことで大混戦になり、午前18ホールを終えて通算2アンダーで首位に立った小野を3打差で追う展開になった。午後もアウトを終えて小野が3アンダーで独走し、3打差で細石が追う形になったが、逃げ切り濃厚であった小野がインで4ボギーを叩いて自滅。小野&勝俣功（ 日本）・謝永郁&陳清波（ 中華民国）と共に通算1オーバーで並ぶ大接戦になり、日没にも決着がつかなかった。1、7、8番の3ホールの合計ストロークで争うプレーオフは、日が暮れてクラブハウスに明かりが灯された頃に始まった。1番で小野、7番で陳がボギーとし、最後の8番で謝がボギー、勝俣がダブルボギーを叩くと、3ホール全てパーを取った細石がプレーオフを制した。最後は競技委員がカップに懐中電灯をつける など、暗闇の中でプレーオフが行われた結果、自動車のヘッドライトの下で細石の優勝が決まった 。優勝はパーで決め 、当時のトッププレーヤーを破っての勝利は大きく驚かれた。細石は10mほどのパットを10cmに寄せての勝利であったが、プレーオフ2ホール目でボールの行方に任せて打ったためバンカーに入れたが、最後のパッティングはキャディの言う距離通りに打って決まった。
1963年の中日クラウンズでは初日の第1ラウンドで1オーバーの3位に付けると、午後の第2ラウンドでは杉原輝雄と共に67のコースレコードをマーク。細石は1、2番のバーディで波に乗ると、7番から3ホール連続1パットとパットが絶好調となり、2ラウンドは通算1パット17回（アウト8、イン9）と冴え渡った。11番では第1ラウンドにOBを打ち、第2ラウンドは3パットと苦しめられたが、通算4アンダーの140で単独トップに立った。最終日はスコアに乱れが出始め、前日第2ラウンドの勢いそのままに猛追してきた杉原と大接戦を演じた。第3ラウンドのアウトは、杉原、細石ともに37と6ストロークの差は縮まらなかったが、インに入ると好調であった細石のパットが乱れだす。15、17番を3パットのダブルボギーとし77で、手堅い杉原が追い上げて74をマークし、その差は3ストローク差まで縮まった。午後の最終ラウンドは大接戦となり、細石は、不安定なショットが響き、1、6番でバンカーにつかまってボギーという苦しい展開となる。逆に杉原の追い上げは午後に入っても止まらず、1、5番と絶妙なショートゲームでバーディを獲り、6番では通算2オーバーでついに細石を捕らえたが、細石は10番でバーディを奪い再びトーナメントリーダーに返り咲く。10番で落ち着きを取り戻した細石は、15番で5m近いロングパットを沈めて優位に立つと、続く16番でも3.5mのパットを決めてリードを広げた。一方の杉原は15番で細石と同距離のパットを外してボギーにし、リズムを崩す。結局このパットの成否が明暗を分け、細石は最も苦手としていた17番のショートホールも手前に刻んで、アプローチでピンに寄せパーセーブで優勝した。
その後はアジアサーキットでも活躍し、1966年は3月のマレーシアオープンでハロルド・ヘニング（ 南アフリカ共和国）、ピーター・トムソン（ オーストラリア）、石井朝夫、ベン・アルダ（ フィリピン）に次ぎ、勝俣と並ぶ5位タイに入る。
1967年には再びマレーシアオープンに出場して8位タイに入ると、4月のインディアンオープンでは最終日6位からスタートし、5アンダー68をマークして通算5アンダー287で首位に並び、マルコム・グレッグソン（ イングランド）とのプレーオフを制して優勝 。
1968年はフィリピンオープンで許渓山（中華民国）・内田繁に次ぐ3位と滑り出し、翌週のシンガポールオープンでは通算9アンダーで優勝した謝永に6打差ながら2位に食い込む 。翌週のマレーシアオープンは初日に6アンダー66をマークして首位に立った呂良煥（中華民国）を3打差3位で追いかけ、2日目には内田と共に66で回り、通算9アンダーで首位並走となった。細石は9番パー4（439ヤード）で280ヤードのドライバーショットを放ち、8番アイアンでの第2打を直接入れるイーグルを奪うなど1イーグル、4バーディーであった。3日目には12番まで4バーディーと伸ばし、14番でバンカーに捕まってこの大会初のボギーを叩いたが、16番で3mを入れてこの日68をマーク。通算13アンダーで単独首位に立ち、最終日には上位で機を伺っていた呂との一騎打ちとなる。最終日は3番でボギーにするなど不安定なスタートを切ったが、ティーオフから1時間以内に素晴らしいパッティングとチップショットで落ち着き、4番で9mを沈めて立ち直ると、6、8、12、17番でバーディーを奪い、終盤ボギーを重ねた呂を突き放して優勝。大会新記録の271（-17）でフィニッシュし、呂を4ストロークで倒して、アジアサーキット日本人3人目の優勝者となる。優勝を決めた18番ホールでは1人の日本人が出てきて、細石にシャンパンを頭からかけて大喜びした。優勝賞金は2167ドル（当時約78万円）であったが、細石は「グリーンの調子をつかめたのは君のお陰」とキャディに100ドルを渡した。ラウンド後にトムソンは「細石は私達全員を凌駕し、このツアーでナンバーワンのスターとして浮上する可能性が高い」と語った。4月のインディアンオープンではパー5を9番手でイーグルし、リードを半分に切った。14番ホールまでに細石が初めてソロリードを奪うと、最終的には最終ラウンド69（-4）を撃ち、彼は285（-7）で連覇を達成。大会初の連覇となり、その後はジョティ・ランダワ（2006年-2007年）、SSP.チャウラシア（2016年-2017年）が連覇を記録している。細石はアジアサーキットで連続して勝った最初のプレーヤーとなり、この頃は杉本英世が日本からの唯一のライバルと見なされていた。トムソンも、細石と杉本を日本で最高のゴルファーと見なしていた。5月のブラジルオープンではヒュー・バイオッキ（南アフリカ）と並んで河野高明の2位タイに入り、日本人ワンツーとなった。
1年を通して活躍した細石は、10月にロイヤル・バークデール・ゴルフクラブ（イングランド）で開催されたアルカンゴルファーオブザイヤーチャンピオンシップに出場し、23人中21位であった。11月にローマ（ イタリア）で開催されたワールドカップでは河野と共に日本代表として出場し、アル・ボーディング&ジョージ・クヌードソン（ カナダ）、ジュリアス・ボロス&リー・トレビノ（ アメリカ合衆国）、ロベルト・ベルナルディーニ&アルフォンソ・アンジェリーニ（イタリア）、謝永&呂良（中華民国）、セバスチャン・ミゲル&ラモン・ソタ（ スペイン）、コビー・ルグランジ&プレーヤー（南アフリカ）、ボブ・チャールズ&ウォルター・ゴドフリー（ ニュージーランド）、リチャード・デイビス&ブライアン・ハゲット（ ウェールズ）、ロベルト・デ・ビセンツォ&ボノ・トゥディーノ（ アルゼンチン）に次ぎ、ニール・コールズ&バーナード・ハント（イングランド）、ジミー・キンセラ&クリスティ・オコナー（ アイルランド）と並ぶ10位タイであった。この頃はマネーランクが存在しない時代であったが、同年はドル仕立ての高額賞金で賞金王の座に就いた。
1966年の下関オープンで杉本と同スコア、1967年のチャンピオンズトーナメントでは杉本を破って優勝 。
1968年の西日本サーキットBSでは橘田規、謝敏男（中華民国）との三つ巴戦となり、1ストロークを争う手に汗する激戦、乱戦模様となる。午前のラウンドでは2オーバーで午後のラウンドが勝負どころになり、午後はインからスタートし、細石は10番エッジからそのままホールインのイーグル、11番バーディとたちまちトップグループを追い上げてインを2アンダー34とした。午後のインを終ったところでパープレーを堅持して1アンダーの謝を橘田と共にイーブン、パーで激しく追った。アウト1番で謝は約1mのバーディとチャンスを堅くなっ
て僅かに外し、橘田はその1番をバンカーから約5mに上げ、根性で克服してバーディ、細石もこれに劣らず1番をバーディとした。三者がここで完全に並んで争いはいよいよ激烈となり、橘田は4番で6mのロングパットを決めて2アンダーでトップに立ったが、次の5番のアプローチピンから50cmと寄せ、なんでもないパットを外してボギーとしてしまった。ボールはカップの手前で左に切れて観衆からは溜息が漏れ、橘田も一瞬”しまった”と云う表情をした。結果的にはこのボギーが明暗を分けたが、この頃に細石は大きなバスタオルで流れる汗を拭くマイペースでパープレイを続ける。7番ショートホールで勝ち越しのチャンスが訪れ、1オンで右寄り3mのパットを冷静にラインを読んで打つと、やや弱いかと思われたパットがピンの縁で一転びしてバーディとなり、2アンダーで優勝した。
1968年の西日本オープンではアマチュア中部銀次郎の連覇を阻止してプロの面目を保ち、1969年は西日本サーキット下関で呂良煥を破り、西日本オープンを連覇。
1970年はシンガポールオープンで謝永郁の2位で最終日に入ったが 、最終ラウンド72（+1）を撃ち、6位タイで終えた。翌週のマレーシアオープンではボギーフリーの65（-7）を撃ってソロリードを奪ったが、2日目に76（+4）を撃ち、最終的に31位タイでフィニッシュした。　
1971年はシンガポールオープンでジョイントリードを握り、ボギーフリーの67（-4）で開幕したが、最終ラウンド74の8位タイで終えた  。同年は日本航空オープンで初日1位で終えるが、優勝はならなかった。
1970年代半ばまでアジアサーキット、1980年代半ばまで日本ツアーでプレーし、1972年の中四国オープンが最後の優勝となる。
1972年の沖縄テレビカップ（6380ヤード、パー72）では日吉定雄・山本善隆・橘田規・宮本省三・新井規矩雄・沼澤聖一・杉原輝雄・村上隆・尾崎将司らを抑え、今井昌雪と並んで、時に56歳5ヶ月と4日、レギュラーの最年長優勝記録を樹立した中村の2位タイに入った。大会は2日間54ホールの忙しくタフな試合であったが、この試合の参加人数などは不明だが、日本中の100数十人のプロが参加し、当時は沖縄返還記念の行事として大々的に開催された。
1986年の中日クラウンズを最後にレギュラーツアーから引退し、その後はシニア入り。
1996年末まで日本プロゴルフ協会の副会長も務め、1996年にインディアンオープンを制する白潟英純を育てた。
2001年5月15日午前6時17分、大腸ガンのため、山口県下関市の病院で死去。64歳没。

## 主な優勝
レギュラー
- 1961年 - 日本オープン
- 1963年 - 中日クラウンズ
- 1966年 - 下関オープン
- 1967年 - チャンピオンズトーナメント
- 1968年 - 西日本サーキットBS、西日本オープン
- 1969年 - 西日本サーキット下関、西日本オープン
- 1972年 - 中四国オープン

海外
- 1967年 - マレーシアオープン、インディアンオープン
- 1968年 - インディアンオープン